# Jogos Olímpicos de Inverno da Juventude
Os Jogos Olímpicos de Inverno da Juventude são um evento multidesportivo realizado de 4 em 4 anos (nos anos das Olimpíadas de Verão seniores), normalmente nos meses de Inverno do hemisfério Norte (Janeiro-Fevereiro). Tal como os Jogos Olímpicos de Inverno consistem em provas de vários desportos de Inverno, ainda que num número menos reduzido de modalidades e com novas abordagens.

## Cidades-sede
A primeira cidade-sede dos Jogos Olímpicos de Inverno da Juventude foi Innsbruck, na Áustria. A cidade-sede dos próximos jogos será Lillehammer, na Noruega. Ambas as cidades acolheram anteriormente os Jogos Olímpicos de Inverno. Já em 2020, será Lausanne (a sede do Comité Olímpico Internacional, na Suíça) a receber os Jogos.

## Edições
| Edições dos Jogos Olímpicos de Inverno da Juventude | Edições dos Jogos Olímpicos de Inverno da Juventude | Edições dos Jogos Olímpicos de Inverno da Juventude | Edições dos Jogos Olímpicos de Inverno da Juventude | Edições dos Jogos Olímpicos de Inverno da Juventude | Edições dos Jogos Olímpicos de Inverno da Juventude |
| --------------------------------------------------- | --------------------------------------------------- | --------------------------------------------------- | --------------------------------------------------- | --------------------------------------------------- | --------------------------------------------------- |
| Ano                                                 | País                                                | Cidade-sede                                         | Estádio principal                                   | Nº de Desportos                                     | Nº de Disciplinas                                   |
| 2012                                                | Áustria                                             | Innsbruck                                           | Bergiselschanze                                     | 7                                                   | 15                                                  |
| 2016                                                | Noruega                                             | Lillehammer                                         | Lysgårdsbakken                                      | 7                                                   | 15                                                  |
| 2020                                                | Suíça                                               | Lausanne                                            | Vaudoise Aréna                                      | 8                                                   | 16                                                  |
| 2024                                                | Coreia do Sul                                       | Gangwon                                             | Yongpyong Dome Gangneung Oval                       | 7                                                   | 15                                                  |

## Participação
Estão elegíveis a participar os atletas com idades entre 15 e 18 anos no dia 31 de Dezembro do ano dos Jogos, que cumpram as condições de qualificação da federação desportiva do respectivo desporto. Nos Jogos de Inverno participam cerca de 1.100 atletas de 70 a 80 Comités Olímpicos Nacionais (CONs).

## Desportos
Na segunda edição (Lillehammer 2016) serão disputados sete desportos num total de 15 disciplinas. São essencialmente os mesmos da versão sénior, mas com algumas novidades, como por exemplo provas mistas em género.
| - Biatlo - Bobsleigh - Combinado nórdico - Curling - Esqui alpino - Esqui cross-country - Esqui estilo livre (1) | - Luge - Hóquei no gelo - Patinação artística - Patinação de velocidade - Patinação de velocidade em pista curta - Salto de esqui - Skeleton |

Nota 1:  Esqui no formato de snowboard;

## Quadro de medalhas
Até ao momento, 30 países participantes conquistaram medalhas. Equipas mistas (com elementos de vários países) também já ganharam medalhas. O quadro de medalhas está classificado de acordo com o número de medalhas de ouro, estando as medalhas de prata e bronze como critérios de desempate em caso de países com o mesmo número de ouros. O Comitê Olímpico Internacional não reconhece a existência de um quadro de medalhas, alegando que isso cria uma competição entre os países, o que não é o objetivo dos Jogos.
     Países que já sediaram ou vão sediar os Jogos destacados.
| Ordem | País                       | Medalha de ouro | Medalha de prata | Medalha de bronze |     |
| ----- | -------------------------- | --------------- | ---------------- | ----------------- | --- |
| 1     | GER Alemanha               | 8               | 7                | 2                 | 17  |
| 2     | CHN China                  | 7               | 4                | 4                 | 15  |
| 3     | AUT Áustria                | 6               | 4                | 3                 | 13  |
| 4     | KOR Coreia do Sul          | 6               | 3                | 2                 | 11  |
| 5     | RUS Rússia                 | 5               | 4                | 7                 | 16  |
| 6     | NED Países Baixos          | 4               | 1                | 2                 | 7   |
| –     | IOC Equipes internacionais | 3               | 3                | 3                 | 9   |
| 7     | SUI Suíça                  | 3               |                  | 5                 | 8   |
| 8     | JPN Japão                  | 2               | 5                | 9                 | 16  |
| 9     | NOR Noruega                | 2               | 5                | 2                 | 9   |
| 10    | USA Estados Unidos         | 2               | 3                | 3                 | 8   |
| 11    | FRA França                 | 2               | 2                | 5                 | 9   |
| 12    | ITA Itália                 | 2               | 2                | 1                 | 5   |
| 13    | FIN Finlândia              | 2               | 2                |                   | 4   |
|       | SWE Suécia                 | 2               | 2                |                   | 4   |
| 15    | CAN Canadá                 | 2               | 1                | 6                 | 9   |
| 16    | SLO Eslovênia              | 1               | 4                | 2                 | 7   |
| 17    | LAT Letônia                | 1               | 1                | 1                 | 3   |
| 18    | CZE Chéquia                | 1               | 1                |                   | 2   |
| 19    | SVK Eslováquia             | 1               |                  |                   | 1   |
|       | MAR Marrocos               | 1               |                  |                   | 1   |
| 21    | EST Estônia                |                 | 2                |                   | 2   |
|       | HUN Hungria                |                 | 2                |                   | 2   |
| 23    | KAZ Cazaquistão            |                 | 1                | 2                 | 3   |
| 24    | BEL Bélgica                |                 | 1                |                   | 1   |
|       | BLR Bielorrússia           |                 | 1                |                   | 1   |
|       | GBR Grã-Bretanha           |                 | 1                |                   | 1   |
|       | UKR Ucrânia                |                 | 1                |                   | 1   |
| 28    | AUS Austrália              |                 |                  | 2                 | 2   |
| 29    | AND Andorra                |                 |                  | 1                 | 1   |
|       | MON Mônaco                 |                 |                  | 1                 | 1   |
| TOTAL | TOTAL                      | 63              | 63               | 63                | 189 |